# Шоркаси (Вурнарський район)
Шорка́си (рос. Шоркасы, чув. Шуркасси) — присілок у складі Вурнарського району Чувашії, Росія. Входить до складу Шинерського сільського поселення.
Населення — 150 осіб (2010; 169 у 2002).
Національний склад:
- чуваші — 100 %